# Regió de Síria
|  | Aquest article tracta sobre la regió de Síria també anomenada "Gran Síria" o "Síria-Palestina". Vegeu-ne altres significats a «Síria (desambiguació)». |

La regió de Síria (àrab: الشَّام, ax-Xām; en jeroglífic luvi: Sura/i; grec: Συρία), coneguda a la literatura moderna com a «Gran Síria» (àrab: سوريا الكبرى, Sūriyā al-Kubrà), «Síria-Palestina», o «el Llevant», és una regió a l'est de la mar Mediterrània. Al llarg de la història, la regió fou controlada per nombrosos pobles diferents, inclosos els antics egipcis, els canaanites, els israelites, els assiris, els babilonis, els aquemènides, els antics macedonis, els romans, els romans d'Orient, els raixidun, els omeies, els abbàssides, els fatimites, els croats, els aiúbides, els mamelucs, els otomans, els britànics i els francesos.

## Geografia

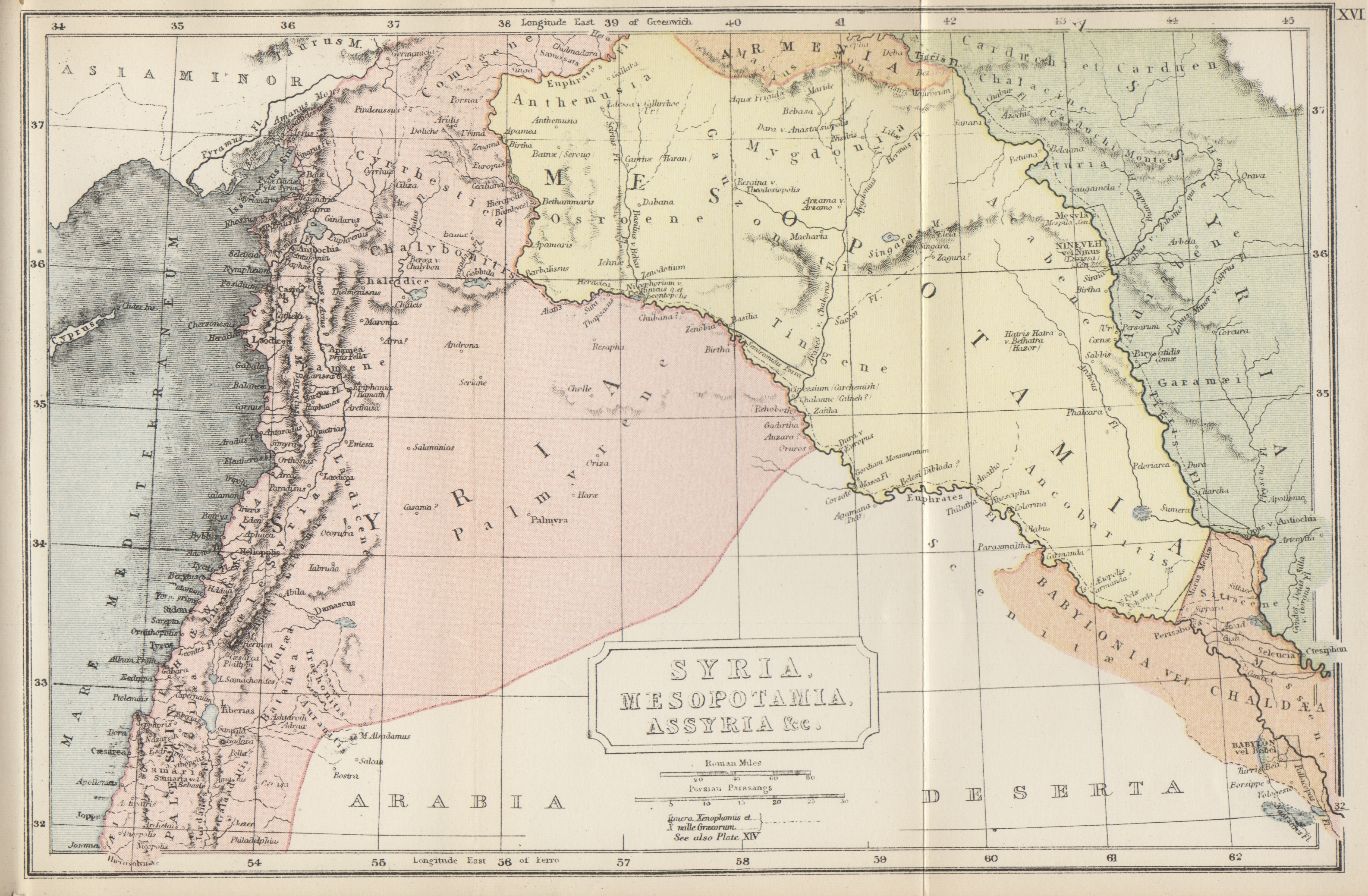
Mapa que mostra Síria com la terra que va des de les muntanyes del Taure fins a la península del Sinaí i l'Eufrates, però sense incloure l'Alta Mesopotàmia

En el sentit històric més comú, «Síria» fa referència a tot el Llevant del nord, incloent Alexandretta i l'antiga ciutat d'Antioquia o en un sentit més ampli tot el Llevant fins al sud de l'Egipte romà, però sense incloure la Mesopotàmia. La regió de «Gran Síria» (سوريا الكبرى, Sūriyā al-Kubrà); també anomenada «Síria Natural» (سوريا الطبيعية, Sūriyā aṭ-Ṭabīʿīyya) o «Terra del Nord» (بلاد الشام, Bilād ax-Xām), s'estén aproximadament sobre la província medieval del Califat àrab de Bilad aix-Xam, que abasta la Mediterrània oriental o el Llevant i la Mesopotàmia occidental. La conquesta musulmana de Síria al segle vii va donar origen a aquesta província, que abastava la gran part de la regió de Síria, i es va superposar en gran manera amb aquest concepte. Altres fonts indiquen que el terme Gran Síria es va encunyar durant el domini otomà, després del 1516, per designar una regió aproximada que correspon avui dia a Líban, Síria, Jordània, Israel i Palestina.
La incertesa en la definició de l'extensió de «Síria» s'agreuja amb la confusió etimològica dels noms Síria i Assíria que sonen de manera similar. La qüestió de la identitat etimològica final dels dos noms continua sent oberta avui dia, però, independentment de l'etimologia, els dos noms sovint s'han pres com a intercanviables o sinònims des de l'època d'Heròdot. A l'Imperi Romà, «Síria» i «Assíria» ja feien referència a dues entitats separades, la província de Síria i la província d'Assíria.

Ann Killebrew i Margareet Steiner, tractant el Llevant com a regió siriana, van donar els següents límits de la regió: la mar Mediterrània a l'oest, el desert d'Aràbia i la Mesopotàmia a l'est i les muntanyes del Taure d'Anatòlia al nord. El geògraf musulmà Muhàmmad al-Idrissí va visitar la regió el 1150 i va definir les regions del nord de Bilad aix-Xam de la manera següent:

Al mar llevantí hi ha dues illes: Rodes i Xipre; a les terres llevantines: Antarsus, Laodiquía, Antioquia, Mopsuèstia, Adana, Ain-Zarbah, Tarsus, Kirkesia, Ḥamrtaix, Antalya, al-Batira, al-Mira, Macri, Astroboli; i a les terres interiors: Apamea, Salamiyya, Qinnasrin, al-Castel, Alep, Rusafa, Raqqa, Rafeqa, al-Jisr, Manbij, Mar'aix, Saruj, Ḥarran, Edessa, Al-Ḥadath, Samsat, Malatiya, Ḥusn Mansur, Zabatra, Jersoon, al-Leen, al-Bedandour, Cirra i Touleb.
Per a Plini el Vell i Pomponi Mela, Síria englobava tot el Creixent Fèrtil. A l'antiguitat tardana "Síria" significava una regió situada a l'est del mar Mediterrani, a l'oest del riu Eufrates, al nord del desert d'Aràbia i al sud de les muntanyes del Taure, inclosa la Síria moderna, el Líban, la Jordània, l'Israel, l'estat de Palestina i parts del sud de Turquia, és a dir, la província de Hatay i la meitat occidental de la regió d'Anatòlia del Sud-est. Aquesta última definició equival a la regió coneguda en àrab clàssic amb el nom d'aix-Xam (الشام, ax-Xām, que significa ‘el [país del] nord’, de l'arrel xʔm, شَأْم ‘esquerra’, ‘nord’). Després de la conquesta musulmana de la Síria romana d'Orient al segle vii, el nom de «Síria» va deixar d'utilitzar-se com a nom principal per a aquesta regió i fou substituït pel seu equivalent àrab Bilad aix-Xam (‘Terra del Nord’), però va sobreviure en el seu sentit original en l'ús romà d'Orient i europeu occidental, i en la literatura cristiana siríaca. Al segle xix, el nom de Síria es va recuperar amb la seva forma àrab moderna per denotar tot el territori de Bilad aix-Xam, ja sigui com Suriya o la forma moderna Suriyya, que finalment va substituir el nom àrab de Bilad aix-Xam. Després de la Primera Guerra Mundial, el nom de «Síria» es va aplicar al Mandat francès per Síria i el Líban, i el contemporani Regne de Síria, que va durar poc temps.

## Etimologia

### Síria
L'atestació més antiga del nom «Síria» és del segle viii aC en una inscripció bilingüe en jeroglífic luvi i en fenici. En aquesta inscripció, la paraula luviana Sura/i fou traduïda al fenici com a ʔšr "Assíria". Segons Heròdot, al segle v aC Síria s'estenia al nord fins al riu Halis (avui dia Kızılırmak) i al sud fins a Aràbia i Egipte.
El nom «Síria» deriva de l'antic nom grec de sirians, grec: Σύριοι (Syrioi), que els grecs van aplicar sense distinció a diversos pobles del Pròxim Orient que vivien sota el domini d'Assíria. Avui dia els erudites confirmen que la paraula grega es remunta al cognat grec Ἀσσυρία, (Assíria), derivat finalment de l'accadi Aššur.
La pronunciació de l'àrab clàssic del mot Síria és Sūriyā (a diferència de la pronunciació àrab estàndard modern Sūryā). Aquest nom no s'utilitzava àmpliament entre els musulmans abans del 1870, però fou utilitzat anteriorment pels cristians. Segons l'església ortodoxa siríaca, el «sirià» significava «cristià» en el primer cristianisme. En català, «sirià» significava tradicionalment un cristià sirià com per exemple Efraïm de Síria. Després de la proclamació de Síria el 1936, el terme «sirià» va arribar a designar ciutadans d'aquest estat, independentment de l'ètnia. L'adjectiu «siríac» (سرياني, suryānī) ha estat utilitzat des de llavors com a etnònim per evitar l'ambigüitat de «sirià».
Avui dia, el terme àrab Sūriyā es refereix generalment a l'estat modern de Síria, a diferència de la regió històrica de Síria.

### Xam
El terme etimològicament significa ‘el costat esquerre’ o ‘el nord’, ja que algú, des del Hijaz, orientat a l'est, orientat a la sortida del sol, trobarà el nord a l'esquerra. Això contrasta amb el nom del Iemen (اَلْيَمَن, al-Yaman), que significa corresponentment ‘el costat dret’ o ‘el sud’. La variació ش ء م (x-ʾ-m), del més típic ش م ل (x-m-l), també està testimoniada en el sud-aràbic antic, 𐩦𐩱𐩣 (s²ʾm), amb el mateix desenvolupament semàntic.
L'arrel de Xam, ش ء م (x-ʾ-m), també té connotacions de desgràcia, que tradicionalment s'associa amb la mà esquerra i amb els vents del nord més freds. Això contrasta amb el Iemen, i els conceptes relacionats amb aquest país, com la felicitat i l'èxit, així com el vent càlid i humit del sud, que té una percepció positiva. És una teoria per a l'etimologia d'Aràbia Feliç que denota el Iemen, mitjançant la traducció d'aquest sentit.
La regió del Xam de vegades es defineix com l'àrea que fou dominada per Damasc, un important centre regional durant molt de temps. De fet, el mot aix-Xam, per si mateix, pot referir-se a la ciutat de Damasc. Seguint amb el tema de contrast similar, Damasc era el destí comercial i el representant de la regió al nord, de la mateixa manera que ho era la ciutat de Sanà al sud. L'Alcorà també fa al·lusió a aquesta pràctica de caravanes que viatgen a Síria a l'estiu, per evitar el clima més fred, així com per vendre productes bàsics al Iemen durant l'hivern: «Aquesta aliança és sols per als viatges, els de l'hivern i els de l'estiu.»[Alcorà 106:2 (traduït per Míkel de Epalza)]
No hi ha cap relació amb el nom de Sem, fill de Noè, el nom del qual sol aparèixer en àrab com سَام, Sām, amb una consonant inicial diferent i sense cap oclusiva glotal sorda interna. Malgrat això, hi ha hagut una llarga associació popular entre els dos noms i fins i tot la regió, ja que la majoria dels descendents bíblics reivindicats de Sem han estat històricament situats als voltants.
Històricament, Baal Shamin (arameu: ܒܥܠ ܫܡܝܢ, Ba'al Šamem, lit. ‘Senyor del(s) cel(s)’), era un déu del cel semita a Canaan/Fenícia i a l'antiga Palmira. Per tant, Xam es refereix a cel o firmament. A més, en la llengua hebrea, xam (שָׁמַ) es deriva de l'accadi šamû que significa ‘cel’. Per exemple, la paraula hebrea per dir Sol és xemeix, on xem/xam de xamayim  (accadi: šamû) significa ‘cel’ i eix (accadi: išātu) significa ‘foc’, és a dir, ‘cel-foc’.

## Història

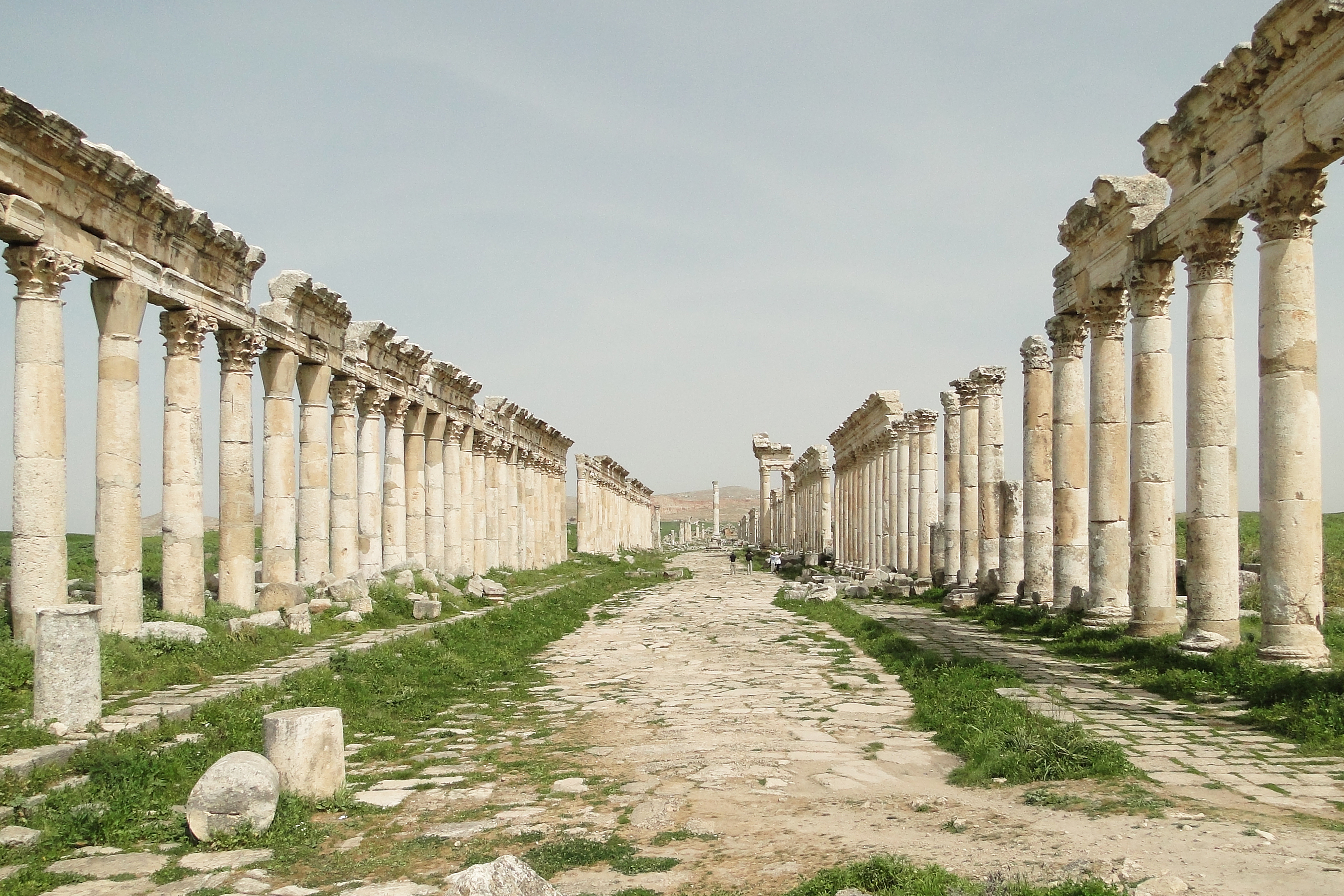
L'antiga ciutat d'Apamea, Síria, era un important centre de comerç i una ciutat pròspera a l'època hel·lenística i romana

### Antiga Síria
Heròdot feia servir el mot Συρία per referir-se al terreny que va des del riu Halis, inclosa la regió de Capadòcia (Les Històries, I.6) situada avui dia a Turquia, fins al Mont Casius (Les Històries II.158), que segons Heròdot es troba just al sud de Llac Serbonis (Les Històries III.5). Segons diverses observacions d'Heròdot en diferents llocs, la seva descripció de Síria inclou tot el tram de la línia costanera Fenícia, així com vàries ciutats, entre les quals esmenta Cadytis (actual Jerusalem) (The Histories III.159).

### Síria hel·lenística
Durant el període hel·lenístic, Síria i Assíria s'utilitzaven gairebé indistintament, però a l'Imperi Romà, Síria i Assíria es van utilitzar com a termes geogràfics diferents. Durant l'Imperi Romà el terme "Síria" es referia a "les parts de l'Imperi situades entre Àsia Menor i Egipte", és a dir, el Llevant occidental, mentre que "Assíria" formava part de l'Imperi Part, i va passar a ser molt breument sota el control romà (116-118, marcant el pic històric de l'expansió romana).

### Síria romana

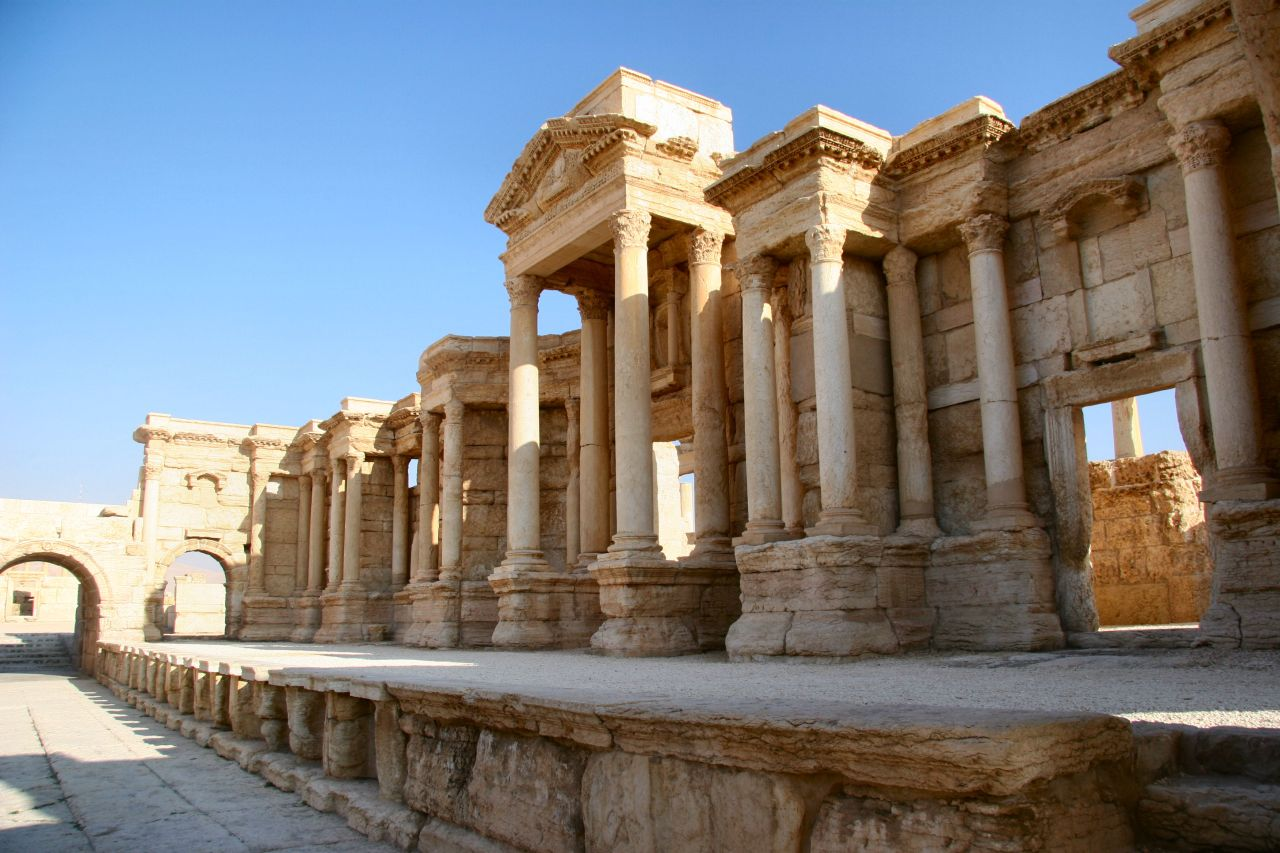
Palmira, una de les ciutats més riques de l'antiga Síria

A l'època romana, el terme Síria s'utilitzava per comprendre tot el Llevant septentrional i tenia una frontera incerta al nord-est que segons Plini el Vell incloïa, d'oest a est, el Regne de Commagena, Sofene i Adiabene, "conegut anteriorment com a Assíria".
Diversos escriptors van utilitzar el terme per descriure tota la regió del Llevant durant aquest període; el Nou Testament va utilitzar el nom en aquest sentit en nombroses ocasions.
El 64 aC, Síria es va convertir en una província de l'Imperi Romà, després de la conquesta de Pompeu. La Síria romana limitava amb Judea al sud, els dominis grecs anatòlics al nord, Fenícia a l'oest i mantenia una lluita constant amb els parts a l'est.
El 135 dC, Síria-Palestina incorporà tot el Llevant i la Mesopotàmia occidental. El 193, la província es va dividir en Síria pròpiament dita (Cœlē Syria) i Syria Phoenice. En algun moment entre 330 i 350 (probablement cap al 341), la província d'Euphratensis fou creada fora del territori de Cœlē Syria i de l'antic regne de Commagena, amb la capital a Hieràpolis.
Després del 415, Syria Cœlē es va subdividir a més en Syria Prima, amb la capital a Antioquia, i Syria Secunda o Salutaris, amb capital a Apamea, sobre el riu Orontes. El 528, Justinià I va esculpir la petita província costanera de Teodoriada fora del territori de les dues províncies.

### Bilad aix-Xam
La regió fou annexionada al Califat dels Raixidun després de la victòria musulmana sobre l'Imperi Romà d'Orient en la batalla del Yarmuk, i es va conèixer amb el nom de la província de Bilad aix-Xam. Durant el califat omeia, el Xam es va dividir en cinc ajnād o districtes militars. Aquests districtes eren el jund de Dimaixq (per a la zona de Damasc), el jund d'Hims (per a la zona de Homs), el jund de Filastín (per a la zona de Palestina) i el jund d'al-Úrdunn (per a la zona de Jordània). Més tard es va crear el jund de Qinnasrín a partir d'una part del jund d'Hims. La ciutat de Damasc va ser la capital del califat islàmic, fins a l'ascens del Califat Abbàssida.

### Síria otomana
Als darrers anys de l'època otomana, Síria fou dividida en wilayes o bé en subprovíncies, les fronteres de les quals i l'elecció de les ciutats com a escons de govern dins d'elles van anar canviant amb el pas del temps. S'establiren els vilayets o subprovíncies d'Alep, Damasc i Beirut, a més dels dos districtes especials, el Mont Líban i Jerusalem. Alep consistia en el nord de l'actual Síria i parts del sud de Turquia, Damasc cobria el sud de Síria i el territori de l'actual Jordània, Beirut englobava els territoris de l'actual Líban i la tota la costa siriana, des de la ciutat portuària de Latàquia al nord i fins a la regió de Galilea al sud, mentre que el districte de Jerusalem consistia en la part sud de Galilea, la part oest del riu Jordà i la vall de Wadi Araba.
Tot i que la població de la regió estava dominada per musulmans sunnites, també hi havia una part considerable de població que tenia una religió diferent. Les altres religions estaven representades pels musulmans xiïtes, alauites i ismaïlites, els cristians ortodoxos siríacs, maronites, ortodoxos grecs, catòlics romans i melquites, així com els jueus i els drusos.

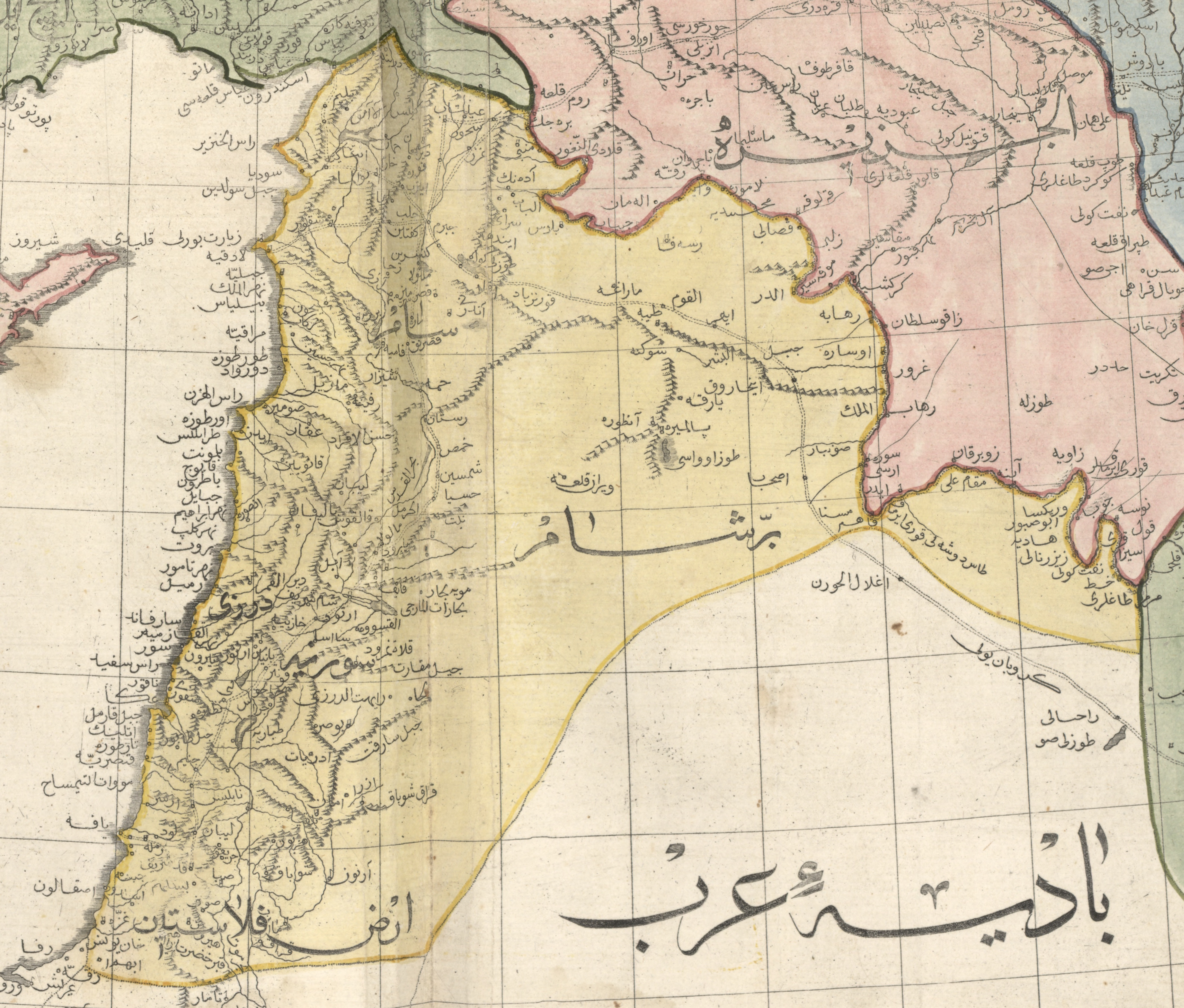
Cedid Atlas del 1803, que mostra en groc la Síria otomana
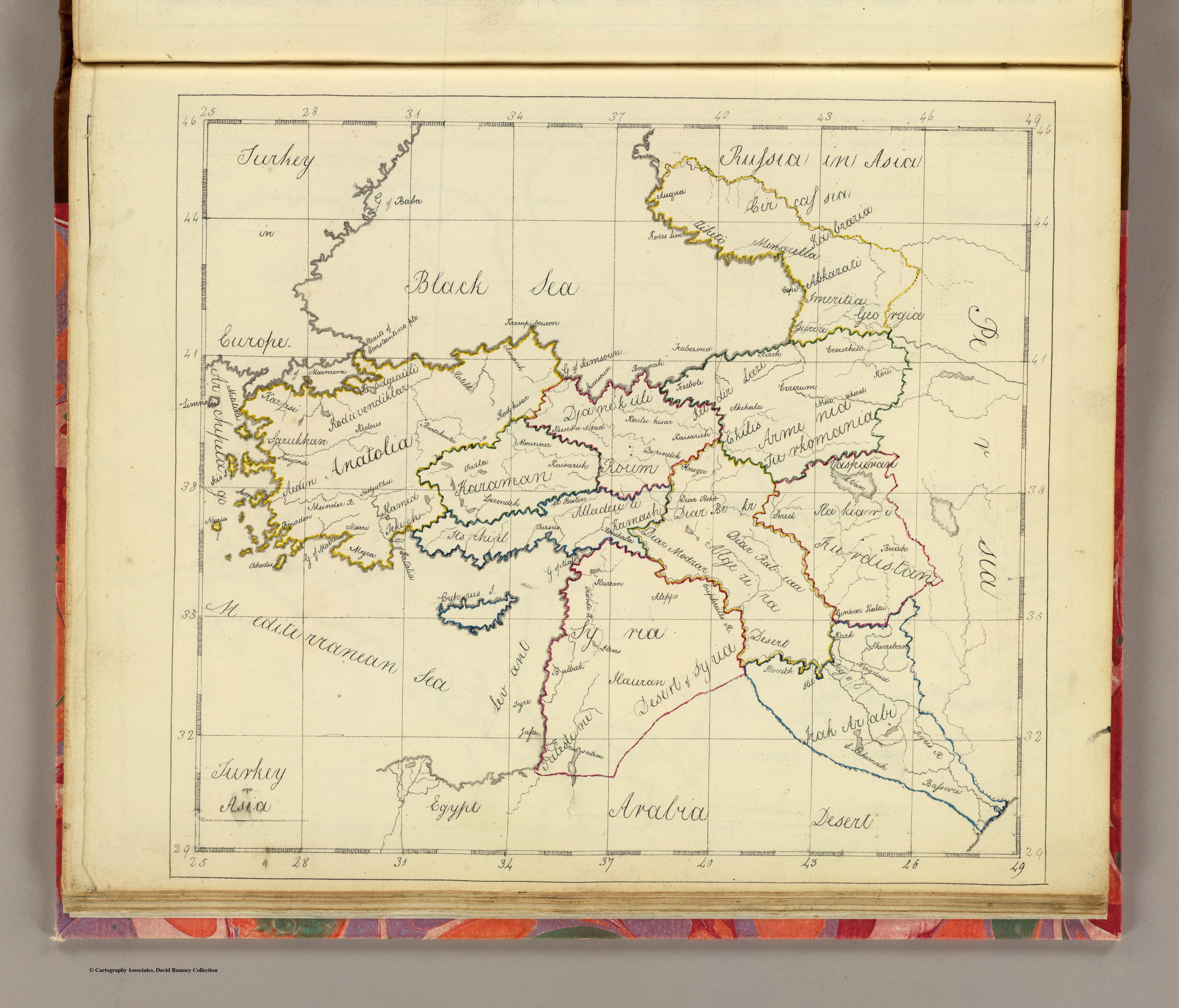
Un mapa de l'Imperi Otomà a Àsia de 1810, que mostra la regió de la Síria otomana
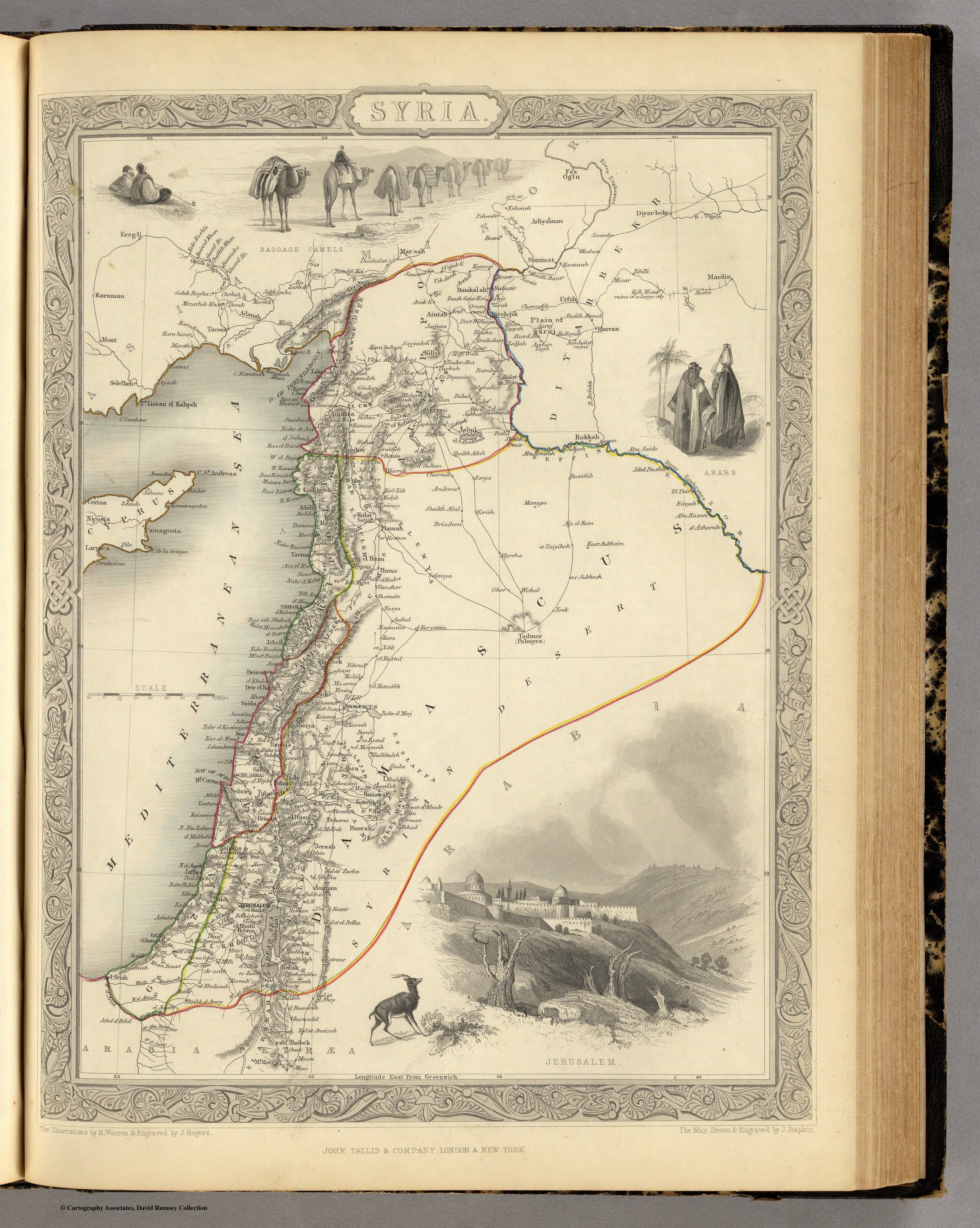
Mapa de la Síria otomana del 1851
Els grups ètnics de l'Orient Mitjà mostrats en un mapa del govern britànic anterior a la Primera Guerra Mundial. La població principal de la regió de Síria es descriu com a "àrabs (assentats)" i a l'interior com a "àrabs (nòmades)"

### Regne àrab i ocupació francesa

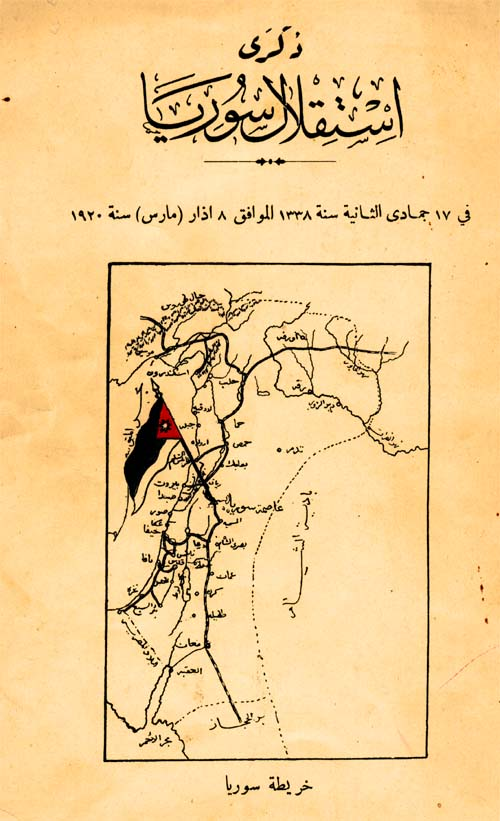
Llibre de la Independència de Síria (ذِكْرَى اِسْتِقْلَال سُوْرِيَا, romanitzat: Dhikrā Istiqlāl Sūriyā), que mostra les fronteres declarades del Regne de Síria, indica la data de la Declaració d'Independència el 8 de març de 1920

L'Administració del Territori Enemic Ocupat (ATEO) fou una administració militar britànica, francesa i àrab sobre zones de l'antic Imperi Otomà entre 1917 i 1920, durant i després de la Primera Guerra Mundial. L'onada de nacionalisme àrab va evolucionar cap a la creació del primer estat àrab modern, el Regne Àrab Haiximita de Síria, el 8 de març de 1920. El regne reclamava el control sobre tota la regió de Síria mentre que en realitat només controlava la regió interior coneguda com a ATEO Est.
Això va conduir a l'acceleració de la declaració del Mandat francès per Síria i el Líban i del Mandat britànic per a Palestina a la conferència de San Remo del 19 al 26 d'abril de 1920 i, posteriorment, a la guerra franco-siriana, el juliol de 1920, en què els exèrcits francesos van derrotar el recentment proclamat regne i van capturar Damasc, avortant l'estat àrab.
Més tard, el general francès Henri Gouraud, contràriament a les condicions del mandat, va subdividir el Mandat francès per Síria en sis estats. Aquests estats eren: Damasc (1920), Alep (1920), Estat dels Alauites (1920), Djebel Drus (1921), el Sanjaq autònom d'Alexandreta (1921) (l'actual província de Hatay a Turquia) i el Gran Líban (1920) que més tard es va convertir en el modern país del Líban.

### En el nacionalisme pan-sirià

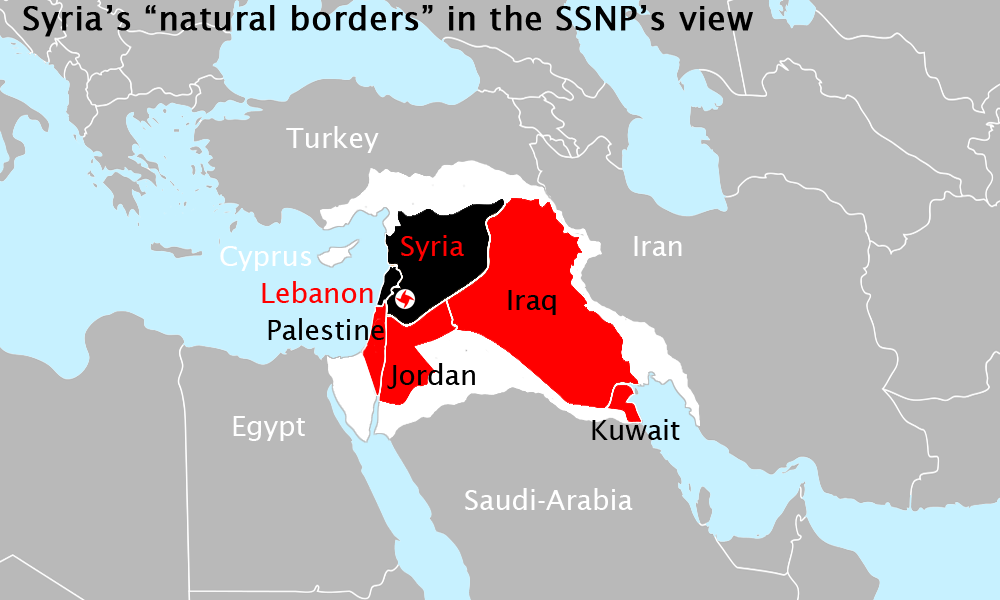
Mapa del PSNS d'Antoun Saadeh d'una "Síria Natural", basat en la connexió etimològica entre el nom de "Síria" i "Assíria"

Els límits de la regió van anar canviant al llarg de la història i foren definits per última vegada mitjançant la proclamació del Regne Àrab de Síria, de curta durada, i la posterior definició d'aquesta regió a trevés de l'acord mandatori entre França i el Regne Unit. Després de la Primera Guerra Mundial la regió va passar al control britànic i francès a través dels mandats corresponents
i fou dividida en el Gran Líban, diversos estats sirians sota el mandat, el Mandat de Palestina i l'Emirat de Transjordània. Els estats sirians sota el mandat es van unir gradualment com a Estat de Síria i finalment foren convertits en la Síria independent el 1946. Durant tot aquest període, Antoun Saadeh i el seu partit, el Partit Social Nacionalista Sirià, van preveure la "Gran Síria" o "Síria Natural", basant-se en la connexió etimològica entre el nom de "Síria" i "Assíria", que englobava la península del Sinaí, Xipre, Síria moderna, Líban, Palestina, Jordània, l'Iraq, Kuwait, la regió iraniana d'Ahvaz i la regió turca de Cilícia.

## Importància religiosa
La regió té llocs importants per a les religions abrahàmiques:
| Lloc                  | Descripció | Imatge |
| --------------------- | --- | ------ |
| Acre                  | A Acre es troba el santuari de Bahàʼu'l·làh, que és el lloc més sagrat per a la fe bahà'í. |        |
| Alep                  | A Alep es troba la Gran Mesquita, que es creu que alberga les restes de Zacaries, venerat tant pel cristianisme com per l'islam. |        |
| Betlem                | Betlem té llocs d'interès significatius per a jueus, cristians i musulmans. Un d'aquests és la tomba de Raquel, que és venerada pels membres de les tres confessions. Un altre és la basílica de la Nativitat (de Jesús), venerada pels cristians, i a prop, la mesquita d'Omar, venerada pels musulmans.                              |        |
| Damasc                | La ciutat vella té la Gran Mesquita, considerada com una de les mesquites més grans i millor conservades de l'època omeia. Es creu que allotja les restes del fill de Zacaries, Joan Baptista, venerat pel cristianisme i l'islam, com el seu pare. Altres llocs importants inclouen Bab aix-Xaghir i la mesquita de Sayyidah Ruqayya. |        |
| Haifa                 | En aquesta ciutat es troba el santuari del Bab, que és sagrat per a la fe bahà'í. A prop hi ha el mont Carmel, important per als cristians, drusos, jueus i musulmans, a causa del fet que és associat amb la figura bíblica d'Elies.                                                                                                  |        |
| Hebron                | A la ciutat vella es troba la Cova dels Patriarques, on les figures bíbliques com Abraham, la seva muller Sara, el seu fill Isaac, la seva muller Rebeca, el seu fill Jacob, i la seva muller Lia són enterrades i, per tant, venerades pels seguidors de les religions abrahàmiques, inclosos els musulmans i els jueus.              |        |
| Hattin                | Hittin es troba a prop del santuari de Nabi Xuayb, on segons la tradició es troba la tomba del profeta islàmic Xuayb (que correspon possiblement al profeta bíblic Jetró). És un lloc sagrat per als drusos i els musulmans. |        |
| Jericó / An-Nabi Musa | Prop de la ciutat de Jericó, a Cisjordània, hi ha el santuari de Nabi Musa (literalment: profeta Moisès), que els musulmans consideren com el lloc d'enterrament de Moisès. |        |
| Jerusalem             | La ciutat vella és sagrada per al cristianisme, l'islam i el judaisme, ja que té llocs com la basílica del Sant Sepulcre, el Mur de les Lamentacions, i la mesquita d'Al-Aqsa. |        |